# MGM-52 Lance
MGM-52 Lance – amerykański rakietowy pocisk balistyczny krótkiego zasięgu przeznaczony do rażenia celów taktycznych głowicami konwencjonalnymi i jądrowymi. Wprowadzony do służby przez Armię Stanów Zjednoczonych w 1973. Używany również przez siły zbrojne Belgii, Holandii, Niemiec, Wielkiej Brytanii, Włoch i Izraela. Kraje NATO wycofały ostatnie pociski ze służby w 1993. 

## Historia i opis

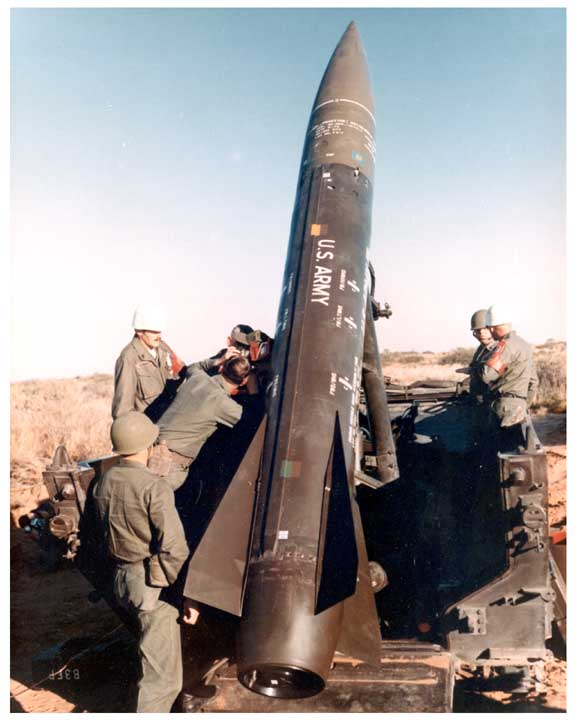
Pocisk MGM-52C na wyrzutni M752

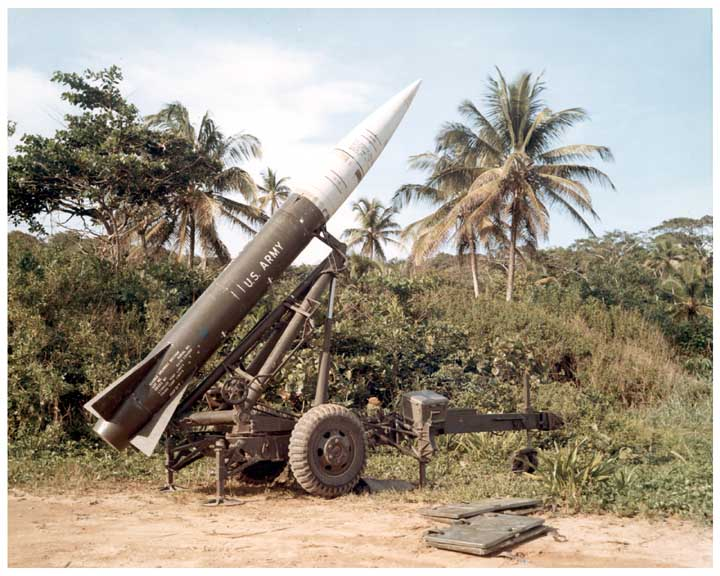
Pocisk MGM-52 na wyrzutni holowanej

W 1962 roku wojska lądowe USA zdecydowały o podjęciu prac nad nowym pociskiem operacyjno-taktycznym z głowicą jądrową o zasięgu do 50 km (30 mil) i dość wysokiej celności, dla zastąpienia pocisków MGM-18 Lacrosse i MGR-1 Honest John. Opracowanie pocisku zlecono 11 stycznia 1963 roku firmie Chance Vought. Zgodnie z nową doktryną elastycznego reagowania, dopuszczono też głowicę konwencjonalną. Pierwsze odpalenie pocisku MGM-52A miało miejsce 15 marca 1965 roku. Pocisk miał silnik na paliwo stałe o stałym ciągu i regulowanym czasie pracy. W połowie lat 60. jednak pojawiło się wymaganie znacznego zwiększenia zasięgu rakiety, co wymagało opracowania nowego silnika rakietowego, przez firmę Rocketdyne. Nowy silnik pracował na wysokoenergetycznym i trwałym paliwie ciekłym, nie wymagającym obsługi w dywizjonie. Oprócz silnika marszowego o ciągu regulowanym (od 19,56 kN do 0,06 kN), pocisk miał silnik startowy na paliwo ciekłe, o ciągu 186,70 kN. Dwie boczne dysze w kadłubie wprawiały pocisk w ruch obrotowy. Pocisk był kierowany układem nawigacji bezwładnościowej. Próby pocisku MGM-69B rozpoczęto w sierpniu 1969 roku, a system z tym pociskiem przyjęto na uzbrojenie w 1971 roku.
Podstawową częścią bojową była głowica jądrowa W70-1 o masie 211 kg i regulowanej mocy od 5 do 100 kt. Rakieta z tą głowicą miała masę 1284 kg i zasięg do 120 km. Można było zamiast niej stosować głowicę konwencjonalną o wadze 454 kg, w tym 270 kg materiału wybuchowego, lub głowicę kasetową zawierającą podpociski M251 (M40). Masa pocisku z głowicą konwencjonalną wybuchową wynosiła 1519 kg, a zasięg do 70 km. Dokładność trafienia wynosiła 120-150 m. Użycie cięższej głowicy konwencjonalnej wymagało zamontowania większych stateczników. W 1982 roku wprowadzono ponadto głowicę jądrową W70-3 działającą jako bomba neutronowa ze zmienną siłą rażenia od 1 do 10 kt, z którą zasięg wynosił 138 km.
Podstawową wyrzutnią była samobieżna gąsienicowa pływająca M752, zbudowana na podstawie pojazdu transportowego M116 (opartego na konstrukcji transportera opancerzonego M113). Na takim samym podwoziu opracowano też wóz transportowo-załadowczy M668, przewożący dwa pociski. Jeden pluton ogniowy obejmował oba pojazdy i trzy pociski. Pierwszy pocisk mógł być odpalony z przygotowanego stanowiska po 7-10 minutach, a z nieprzygotowanego po 12-15 minutach. Istniała też lekka wyrzutnia holowana na dwukołowej przyczepie, której towarzyszyła druga przyczepa z aparaturą, lecz nie była szeroko stosowana (głównie w dywizjonach szkolnych na terenie USA).

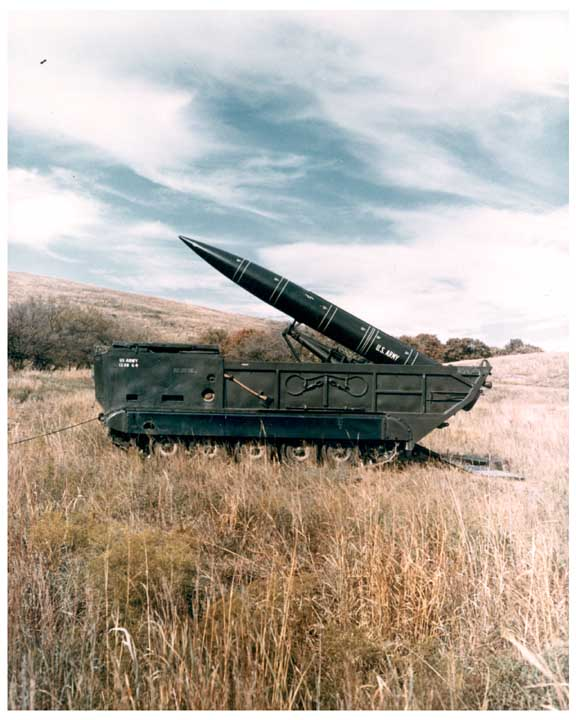

Produkcja rakiet trwała do 1980 roku i wyprodukowano ich 2133.

## Użycie
Rozmieszczanie rakiet rozpoczęto w 1972 roku. Uzbrojono w nie osiem amerykańskich dywizjonów, wchodzących w skład Brygad Artylerii Polowej, z tego sześć stacjonowało na stałe w Europie. Dywizjon miał w składzie trzy baterie po dwa plutony ogniowe i baterię dowodzenia (razem 6 wyrzutni i 18 pocisków). Łącznie armia amerykańska używała 48 wyrzutni. W latach 1991–92 Amerykanie wycofali pociski tego typu z Europy.
Na przełomie lat 70. i 80. system sprzedano też sojusznikom USA z NATO. Niemcy Zachodnie zakupiły 24 wyrzutnie i 72 pociski (dywizjony: 150, 250, 350, 600), Wielka Brytania 12 wyrzutni i 36 pocisków (w składzie 50 Pułku Artylerii), Holandia 6 wyrzutni (129 dywizjon), Belgia 6 wyrzutni (3 dywizjon), Włochy 8 wyrzutni (1 i 3 dywizjon). Pociski te wycofano z użycia do 1994 roku. Jedynym państwem spoza NATO, które otrzymało pociski Lance, był Izrael (z głowicami konwencjonalnymi).

## Warianty
- MGM-52A Lance – pierwsza wersja o zasięgu do 50 km (niezaakceptowana)[1]
- MGM-52B Lance – standardowa wersja produkcyjna o zasięgu do 120 km, z głowicą konwencjonalną lub jądrową[1]
- MGM-52C Lance – wersja ulepszona o zwiększonej dokładności trafienia (błąd trafienia 70-100 m)[1]